# 世界自行车日

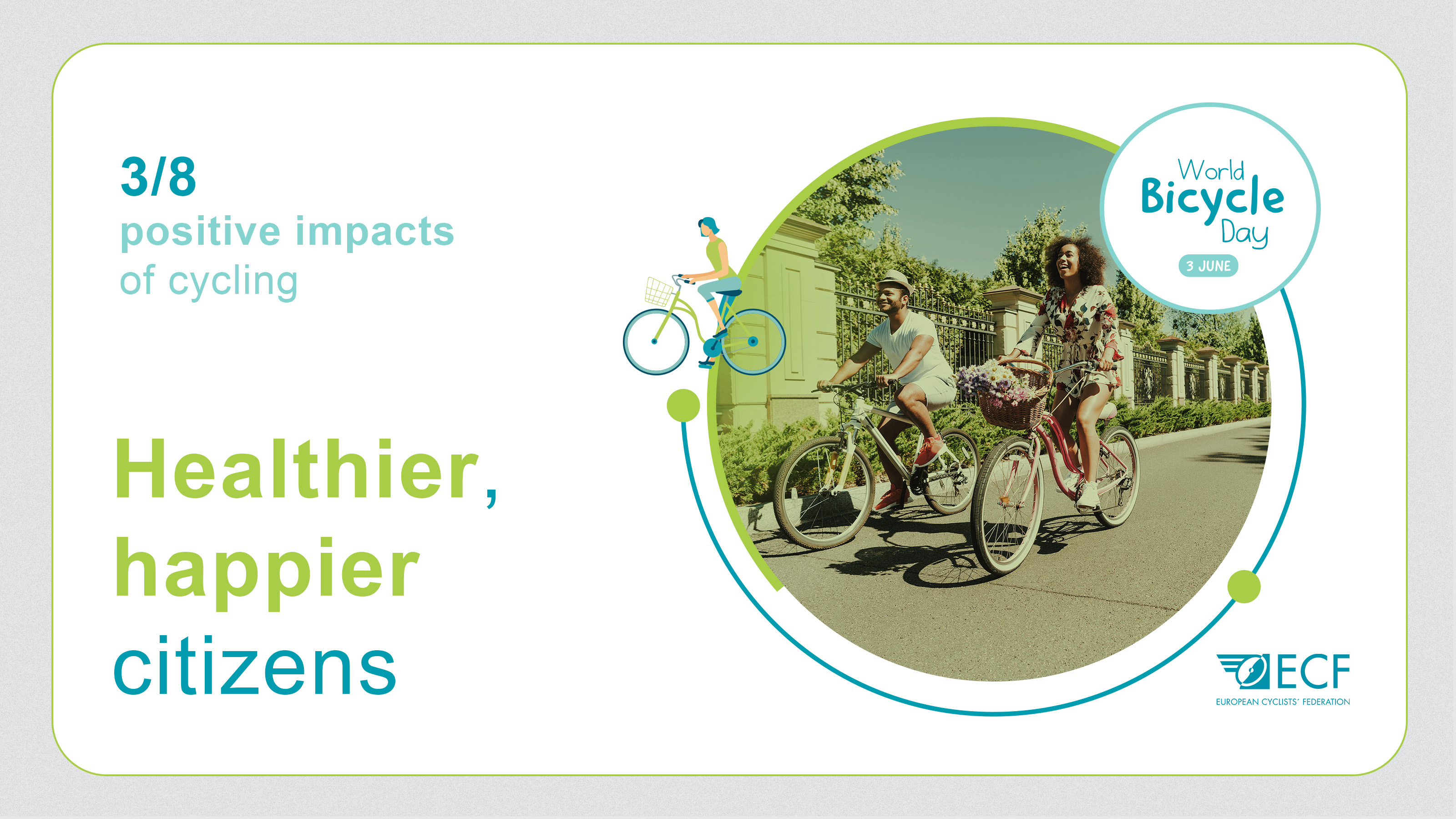

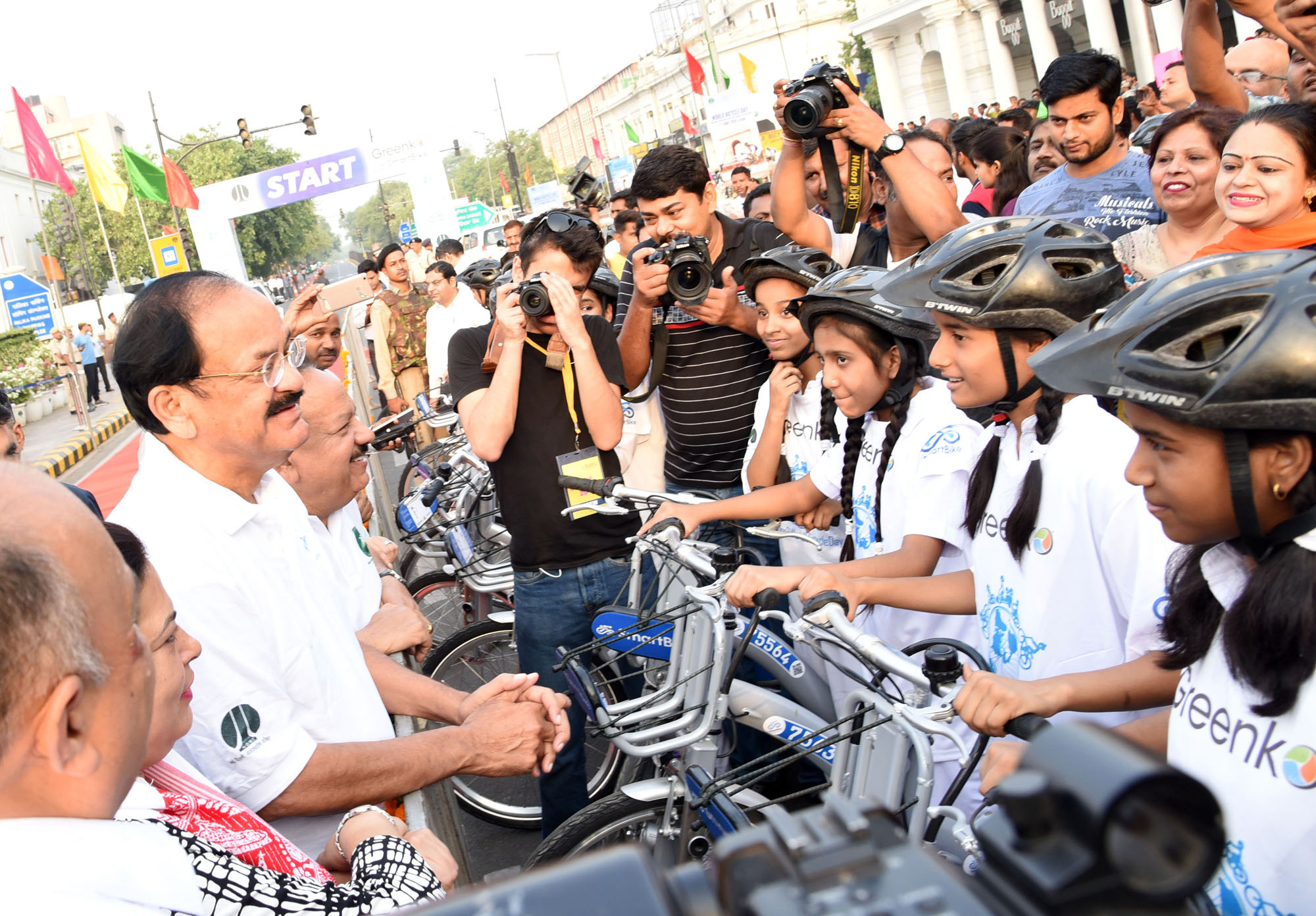

世界自行车日，为每年的6月3日，该节日在2018年由联合国大会宣布。世界自行车日提倡自行车的“独特性、长使用寿命、多功能性，已被使用了两个世纪”，是一种“简单、便宜、可靠、环保、可持续的交通方式。”

## 起源
波兰社会科学家莱谢克·西比尔斯基在联合国发起推动设立世界自行车日的运动，最后获得了56个国家支持。Isaac Feld设计了该节日的标志，John E. Swanson完成了附带的动画。标志和动画皆表達了“自行车属于全人类，自行车为全人类服务。”的信息。

## 意义
世界自行车日旨在让所有人享受自行车。自行车作为人类进步和发展的象征，具有“促进宽容、相互理解和尊重，促进社会包容和和平文化。”并且自行车作为“可持续交通的象征，传达了促进可持续消费和生产的积极信息，并对气候产生了积极影响。”